# Нерсес V
Hepcec V (арм. Ներսես Ե; 1770—1857) — армянский католикос, деятель Армянской апостольской церкви.

## Биография
Родился в 1770 году в селе Аштарак, в семье священника Арутюна. С детства отличался живым умом, энергичностью и обладал феноменальной памятью. С 8 лет учился в духовной семинарии Геворгян в Эчмиадзине. После обучения, стал монашествующим иереем и как патриарший уполномоченный странствовал по Греции, Молдавии, Валахии (нынешняя Румыния), также посетил Тифлис, Одессу и Нор Нахичевань (ныне Ростов-на-Дону). Параллельно продвигался по церковной иерархии и к 1800 году стал патриаршим викарием. В то же время Нерсес Аштаракеци развернул активную политическую деятельность с целью освобождения Восточной Армении от Персии и присоединения к России. Тем временем, в 1807 году он назначается викарием главы епархии ААЦ Нового Нахичевана.
В 1814 году, уже в сане архиепископа, назначается главой армянской епархии Грузии и Имеретии. В Тифлисе он постоянно убеждал местное политическое руководство (наместника царя) об освобождении Восточной Армении. Также, активно занимался духовным развитием и воспитанием подрастающего армянского поколения, и в частности, в 1824 году благодаря его стараниям в Тифлисе открылась школа Нерсисян, которая впоследствии стала одним из лучших учебных заведений того периода, и alma mater для многих будущих великих деятелей армянской культуры. Способствовал устройству фабрик и развитию торговли.
Звездный час Нерсеса Аштаракеци настал, когда между Россией и Персией началась война в 1826 году. Эта война во многом началась благодаря его стараниям. В помощь российской армии Нерсес Аштаракеци организовал армянские добровольные отряды ополчения, которые героически сражались с врагом. Также, во всех своих посланиях армянскому населению, он просил их оказывать русским войскам помощь и поддержку. В счастливый день 13 апреля 1827 года Нерсес Аштаракеци вместе с армянскими отрядами и русскими войсками вошел в Св. Эчмиадзин. Их встретили крестным ходом и колокольным звоном. После полного освобождения Восточной Армении, Нерсес Аштаракеци был назначен одним из двух временных руководителей Армянской области. В то же время его стараниями из Персии в Армению вернулись 40 000 армян. За содействие Российской империи ему был пожалован орден Св. Александра Невского.
Позже был архиепископом Нахичеванским и Бессарабским.
В 1843 году Нерсес Аштаракеци единогласно был избран Католикосом Всех Армян. В этот период он уже боролся с царской властью, которая ограничивала деятельность Армянской Апостольской Церкви. Умер он в 1857 году.